# 拉尔斯·内尔松
拉尔斯·内尔松（瑞典語：Lars Nelson，1985年8月19日—），瑞典男子越野滑雪运动员。他曾代表瑞典参加2014年冬季奥林匹克运动会越野滑雪比赛，获得男子4×10公里接力赛金牌。